# تولید قارچ
تولید قارچ یک روستا در ایران است که در دهستان مورموری واقع شده‌است.